# Paulinus I van Aquileia
niet te verwarren met Paulinus II van Aquileia

Paulinus I van Aquileia (gestorven in Grado 569) was patriarch van Aquileia van 557 tot zijn dood in 569.
Hij werd tot patriarch verkozen van Aquileia door aanhangers van het Driekapittelschisma. Paulinus was als patriarch eveneens een aanhanger, net zoals andere bisschoppen in het toenmalige Noord-Italië. De titel van patriarch gebruikte hij om zich af te zetten tegen Rome. Paus Pelagius I poogde Paulinus af te zetten doch deze poging mislukte.
In 568 vluchtte Paulinus naar het eiland Grado om te ontkomen aan de binnenvallende Longobarden. Hij liet de kerkschatten achter in Aquileia. Waarschijnlijk was hij van plan later terug te keren. Hij stierf evenwel in Grado in 569. Hij werd opgevolgd door Probinus.